# Đế quốc Latinh
Đế quốc Latinh hay Đế quốc Latinh thành Constantinopolis (tên gốc tiếng Latinh: Imperium Romaniae, "Đế quốc Lãnh địa của người La Mã") là tên gọi mà các nhà sử học đặt cho Quốc gia Thập tự chinh phong kiến được thành lập bởi các nhà lãnh đạo của cuộc Thập tự chinh thứ tư trên lãnh thổ giành được từ Đế quốc Đông La Mã. Nó được thành lập sau sự chiếm đóng thành Constantinopolis năm 1204 và tồn tại đến năm 1261. Đế chế La Tinh được thành lập với ý định để thay thế đế chế Byzantine với danh nghĩa là Đế quốc La Mã ở phía đông, với một hoàng đế Công giáo Rôma Tây phương lên ngôi thay cho các vị hoàng đế Chính Thống Đông phương. Baldwin IX, công tước của Flanders, được trao vương miện hoàng đế Latinh đầu tiên như là Baldwin I vào ngày 16 tháng 5 năm 1204. Đế chế La tinh không đạt được sự thống trị về chính trị hay kinh tế đối với các thế lực Latinh khác được thành lập ở các vùng Byzantine cũ sau Cuộc thập tự chinh thứ tư, đặc biệt là Venezia, và sau một thời gian ngắn ban đầu với những thành công quân sự, nó dần dần bị suy tàn. Bị yếu đi bởi chiến tranh liên miên với người Bungari và các phần không bị thống trị của đế chế, nó cuối cùng chấm dứt, khi người Byzantine chiếm lại được Constantinople dưới sự lãnh đạo của Hoàng đế Michael VIII Palaiologos vào năm 1261. Hoàng đế La tinh cuối cùng, Baldwin II, đi lưu vong, nhưng danh hiệu đế quốc sống sót, do vài người tuyên bố giữ chức vị này, cho đến thế kỷ 14.